# イボヤ・チャーク
イボヤ・チャーク（Ibolya Csák、1915年1月6日 - 2006年2月9日）は、ハンガリーの陸上競技選手。ブダペスト出身。1936年ベルリンオリンピックの金メダリストである。

## 経歴
チャークは走高跳の選手として1936年のベルリンオリンピックに出場。この試合は走高跳史上、最も激戦となった試合のひとつとなった。チャークを含めて3人の選手が160cmをクリア。しかしいずれの選手も162cmをクリアできなかった。そのため、選手たちは162cmをもう1回跳ぶこととし、チャーク一人がクリアし、金メダルを獲得。ハンガリーの女性選手として初めてのオリンピックの金メダリストとなった。
チャークは1938年のヨーロッパ選手権にも出場。走高跳でドイツのドラ・ラチエンが1.70mの世界新記録で優勝し、次いで2位となる。ところがその後、ラチエンは、女性のふりをした男性であることが判明。ナチスの求めに応じて出場したものだという。ラチエンは失格となりチャークが真の優勝者となった。このときチャークが出した1.64mのハンガリー記録は、その後24年間破られなかった。